# John Patrick Lowrie
John Patrick Lowrie (nascido em 28 de junho de 1952) é um ator, músico, autor e dublador americano mais conhecido por dublar o Sniper em Team Fortress 2 e vários personagens em Dota 2. Ele interpretou Sherlock Holmes na série de rádio The Further Adventures of Sherlock Holmes desde 2001.

## Carreira
Lowrie desempenhou papéis em videogames como The Suffering e The Suffering: Ties That Bind, Total Annihilation e suas expansões, The Operative: No One Lives Forever e No One Lives Forever 2: A Spy in HARM's Way. Lowrie é mais conhecido por sua dublagem em jogos da Valve, como Team Fortress 2, Half-Life 2, Half-Life 2: Episode One, Half-Life 2: Episode Two, Left 4 Dead, Dota 2 e Artifact.
Ele é conhecido por desempenhar os papéis de Sniper no jogo de tiro em primeira pessoa online Team Fortress 2, Agente Gray no MMORPG The Matrix Online, bem como Odessa Cubbage e os cidadãos do sexo masculino em Half-Life 2.
Lowrie interpretou Sherlock Holmes na série dramática de rádio The Further Adventures of Sherlock Holmes no programa Imagination Theatre desde 2001. Ele também dublou Holmes na série de rádio relacionada ao programa, The Classic Adventures of Sherlock Holmes. Ele e Lawrence Albert, que dubla o Dr. Watson no programa, são a equipe de áudio Holmes e Watson mais antiga da história do rádio americano.
Em 2011, publicou um romance de ficção científica intitulado Dancing with Eternity. Uma versão em audiolivro narrada por Lowrie e sua esposa Ellen McLain foi lançada em abril de 2014.

## Vida Pessoal
Passou sua adolescência em Boulder, Colorado, onde frequentou várias escolas secundárias brevemente antes de ingressar na Marinha dos Estados Unidos. Ele estudou para um Ph.D. em Composição Musical na Universidade de Indiana. Ele é casado com Ellen McLain desde 1986. McLain também trabalha como dublador e estrelou ao lado dele em Half-Life 2, Team Fortress 2 e Dota 2.

## Trabalhos

### Videogames
| Ano  | Título                                          | Dublagem |
| ---- | ----------------------------------------------- | --- |
| 1997 | Betrayal in Antara                              | Tyre, Enkudi, Mackey |
| 1997 | Spy Fox in "Dry Cereal"                         | Artimice J. Bigpig |
| 1997 | Total Annihilation                              | Narrador |
| 1998 | Total Annihilation: The Core Contingency        | Narrador |
| 1998 | Total Annihilation: Battle Tactics              | Narrador |
| 1998 | Police Quest: SWAT 2                            | Tammany, Officer, Security Guard, Hostage                                                                                  |
| 2000 | The Operative: No One Lives Forever             | Bruno Lawrie |
| 2002 | No One Lives Forever 2: A Spy in H.A.R.M.'s Way | Bruno Lawrie |
| 2004 | Half-Life 2                                     | Odessa Cubbage, Male citizens                                                                                              |
| 2005 | The Matrix Online                               | Agent Gray |
| 2005 | FATE                                            | Narrador |
| 2005 | The Suffering: Ties That Bind                   | The Man |
| 2006 | Half-Life 2: Episode One                        | Male citizens |
| 2007 | Half-Life 2: Episode Two                        | Griggs / Male citizens |
| 2007 | Team Fortress 2                                 | Sniper |
| 2008 | Left 4 Dead                                     | Houseboat Radio |
| 2009 | F.E.A.R. 2: Project Origin                      | Harold Keegan |
| 2009 | inFamous                                        | Warden Harms |
| 2009 | Halo 3: ODST                                    | Kinsler |
| 2010 | Halo: Reach                                     | Sword Control |
| 2011 | The Lord of the Rings: War in the North         | Beleram |
| 2013 | Dota 2                                          | Ancient Apparition, Dark Seer, Doom , Earthshaker, Pudge, Shadow Fiend, Storm Spirit, Voice of the International Announcer |
| 2013 | SpaceVenture                                    | TBA |
| 2013 | Planetary Annihilation                          | Narrador |
| 2018 | Artifact                                        | Dark Seer, Earthshaker, Storm Spirit, Shadow Fiend                                                                         |
| 2019 | The Church in the Darkness                      | Isaac Walker |

### Animação
| Ano  | Título          | Dublagem | Notas                            |
| ---- | --------------- | -------- | -------------------------------- |
| 2008 | Meet The Sniper | Sniper   | Curta animado de Team Fortress 2 |

### Livros
Lowrie, John Patrick (2011). Dancing with Eternity. Seattle, Washington: Camel Press

## Ligações Externas
- John Patrick Lowrie. no IMDb.
- «John Lowrie's record at TPS». Theatre Puget Sound. Consultado em 26 de agosto de 2008